# Боршевичи
Боршевичи (укр. Боршевичі) — село в Добромильской городской общине Самборского района Львовской области Украины на реке Вырве.
Население по переписи 2001 года составляло 328 человек. Занимает площадь 1,102 км². Почтовый индекс — 82011. Телефонный код — 3238.
Жители Боршевичей говорят довольно редким подсанским говором, который принадлежит к юго-западному наречию украинского языка.

## История
В 1872 году близ села была проложена Первая венгерско-галицкая железная дорога.

## Достопримечательности
- Церковь Успения Пресвятой Богородицы 1852 года